# Женская сборная Финляндии по софтболу
Женская национальная сборная Финляндии по софтболу — представляет Финляндию на международных софтбольных соревнованиях. Управляющей организацией является Федерация бейсбола и софтбола Финляндии (англ. Finnish Baseball and Softball Federation).

## Результаты выступлений

### Чемпионаты Европы
| Год       | Победы         | Поражения      | Место          |
| --------- | -------------- | -------------- | -------------- |
| 1979—1986 | не участвовали | не участвовали | не участвовали |
| 1988      |                |                | 6              |
| 1990—2003 | не участвовали | не участвовали | не участвовали |
| 2005      | 0              | 7              | 20             |
| 2007—2021 | не участвовали | не участвовали | не участвовали |
| 2022      | 1              | 8              | 20             |